# Zwickau
Zwickau är den fjärde största staden i förbundslandet Sachsen i Tyskland och huvudort i distriktet med samma namn.
Under DDR-tiden tillverkades här folkbilen Trabant på VEB Sachsenring. Stadsdelen Mosel har idag en fabrik för produktion av Volkswagenfordon.

## Geografi
Zwickau ligger i västra delen av förbundslandet Sachsen i en sänka mellan bergstrakterna Erzgebirge och Vogtland. Stadens centrum etablerades på västra sidan av floden Zwickauer Mulde cirka 270 meter över havet. I norr övergår stadsparken i en skog och i syd ansluter bebyggelsen utan mellanrum till staden Wilkau-Haßlau. Kring Zwickau finns flera kullar med 350 till 400 meter höga toppar (räknad från havsytan). Staden är ungefär 20 km lång (nord-syd) och 11 km bred (ost-väst).
Zwickau utgörs av de fem distrikten (Mitte, Nord, Süd, Ost, West) och varje distrikt bildas av upp till nio ortsdelar. Flera av dessa ortsdelar var tidigare självständiga kommuner.

## Historia
Området där Zwickau ligger beboddes mellan 600- och 900-talet av sorber. Troligen visste folkgruppen om regionens stenkolsflöts, som kan utnyttjas som bränsle. Enligt en teori uppkallades området och senare även samhället efter den sorbiska sol- och eldguden Svarozič. Under senare delen av 900-talet kom regionen under Henrik I av Sachsens inflytande, kristendomen infördes och saxare samt andra germanska folkgrupper flyttade in.
Zwickau uppkom vid en vägkorsning mellan två huvudvägar från Halle/Leipzig till Prag, respektive från Bayern till Kraków. Stadsrättigheterna tillkom troligen mellan 1192 och 1212. På grund av den gynnsamma platsen utvecklades staden snabbt och till 1407 tillhörde Zwickau riksstäderna i det Tysk-romerska riket. Från och med början av 1300-talet etablerades gruvdrift på silver och koppar nära staden. Efter en eldsvåda 1403 byggdes de flesta husen upp på nytt. 1407 blev Zwickau tillfälligt av med stadsrättigheterna på grund av blodiga tvistigheter mellan regionens markgreve och stadsrådet. Rättigheterna återficks snart men Zwickau förlorade sin status som riksstad.
Under den följande tiden hade staden däremot några andra privilegier. Stadsrådet fick tillstånd att använda röd munlack, som egentligen var monarkens och prästerskapets färg, och Zwickau blev en myntort. Tillverkningen av tyg gjorde Zwickau känd även i avlägsna regioner.
Under reformationen var Thomas Müntzer predikant i Zwickau. Han anslöt sig först till en radikal gruppering, de så kallade Zwickauprofeterna, men fick senare lämna staden. Profeternas idéer avfärdades senare av Martin Luther som 1522 besökte staden och som knappt undkom ett mordförsök.
Under trettioåriga kriget (1618–1648) belägrades Zwickau nio gånger av de olika stridsgrupperna. Staden fick betala kostnader såväl för den tysk-romerska riksarmén som för Sverige (2063 riksdaler). Lidandet var även stort under europeiska sjuårskriget (1756–1763) då staden flera gånger hamnade i frontlinjen.
Napoleon I, som den 16 maj 1812 kort före sitt ryska fälttåg besökte staden, mottogs med applåder och andra hedersbetygelser.
Auto Union AG var en koncern som bildades 1932 i Zwickau av de fyra biltillverkarna Audi, DKW, Horch och Wanderer. Sammanslagningen kom i samband med den stora ekonomiska kris som drabbade Tyskland under 1930-talets början.
I Zwickau grundade NSDAP sin första ortsgrupp utanför Bayern. Under andra världskriget skapades en utpost till det bayerska koncentrationslägret Flossenbürg med cirka 3 000 tvångsarbetare som tillverkade bland annat krigsfordon. Idag finns ett antal minnesplatser som hedrar dessa krigsoffer.
I motsats till de flesta andra storstäder i Sachsen förstördes Zwickau bara måttligt av bombningar under krigets slut. Det beror främst på en aktion av Arno Rau som kort före ett påtänkt bombanfall den 17 april 1945 flaggade vitt på Zwickaus domkyrka. Staden intogs sedan utan strid av den amerikanska armén. Några historiskt värdefulla byggnader som blev träffade revs fullständigt efter krigets slut.
Efter Jaltakonferensen kom Zwickau till den sovjetiska ockupationszonen som senare blev DDR (Östtyskland). Bredvid de industrier som fanns före kriget etablerades verk som förarbetade uran och tillverkade byggdelar för det sovjetiska kärnvapenprogrammet. Uranet utvanns i centrala Erzgebirge.
I en stenkolsgruva nära staden skedde 1960 en större explosion med 123 dödsoffer.

## Sport
Fotbollslaget FSV Zwickau var framgångsrikt under DDR-tiden som BSG Sachsenring Zwickau. Laget har även spelat i 2. Fußball-Bundesliga men idag spelar man i 3. Liga.

## Personligheter
- Jürgen Croy, född 1946, fotbollsmålvakt.
- Gert Fröbe (1913–1988), skådespelare.
- Robert Schumann (1810–1856), kompositör.
- Max Pechstein (1881–1955), konstnär.

## Vänorter
Zwickau har följande vänorter:
- Dortmund, Tyskland, sedan 1988
- Jablonec nad Nisou, Tjeckien, sedan 1971
- Volodymyr, Ukraina, sedan 2014
- Yandu, Kina, sedan 2014
- Zaanstad, Nederländerna, sedan 1987

## Galleri

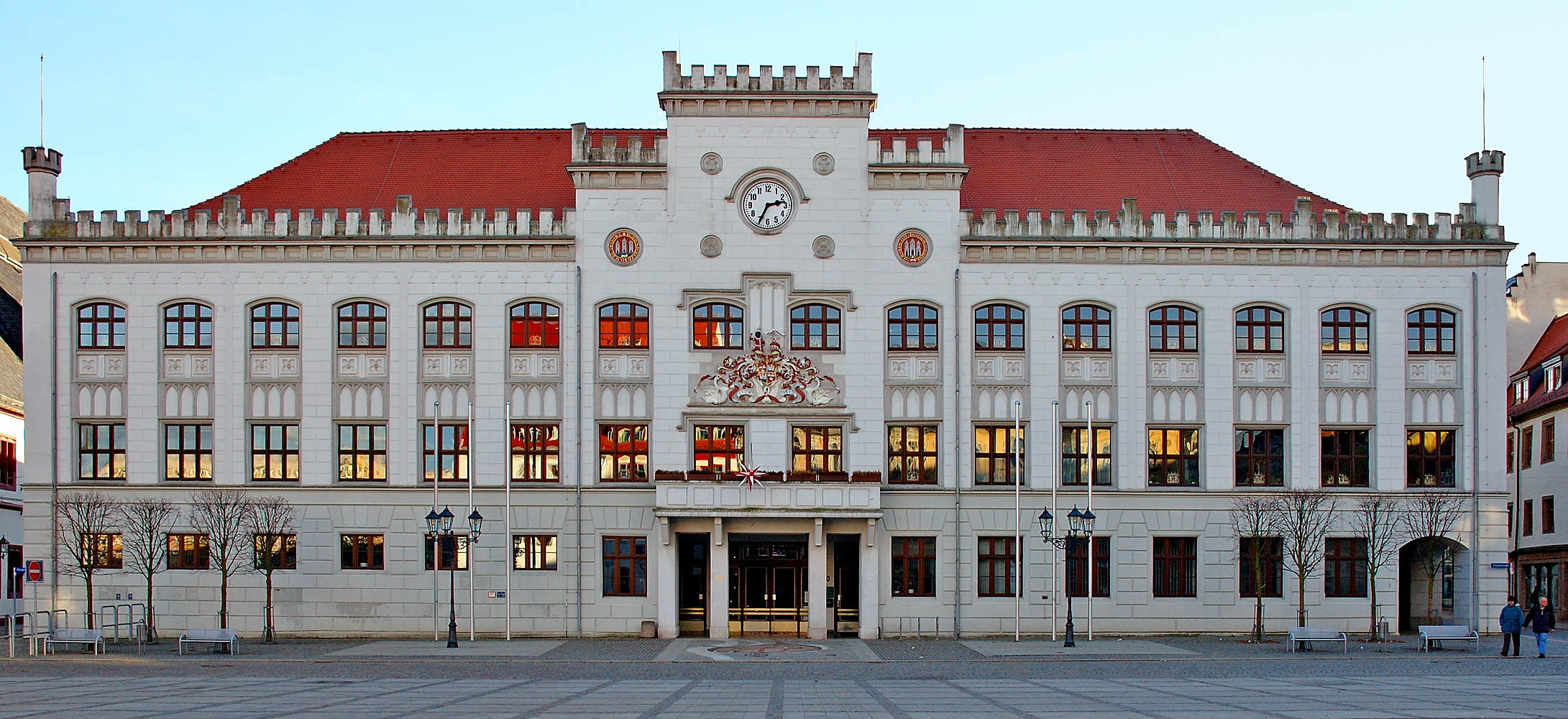
Rådhuset i Zwickau.
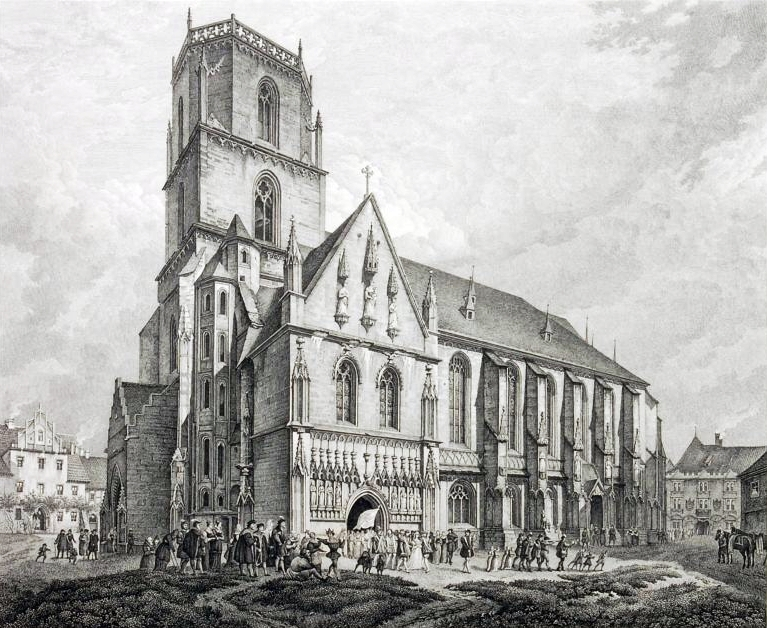
Zwickaus domkyrka (Marienkirche) under 1800-talet
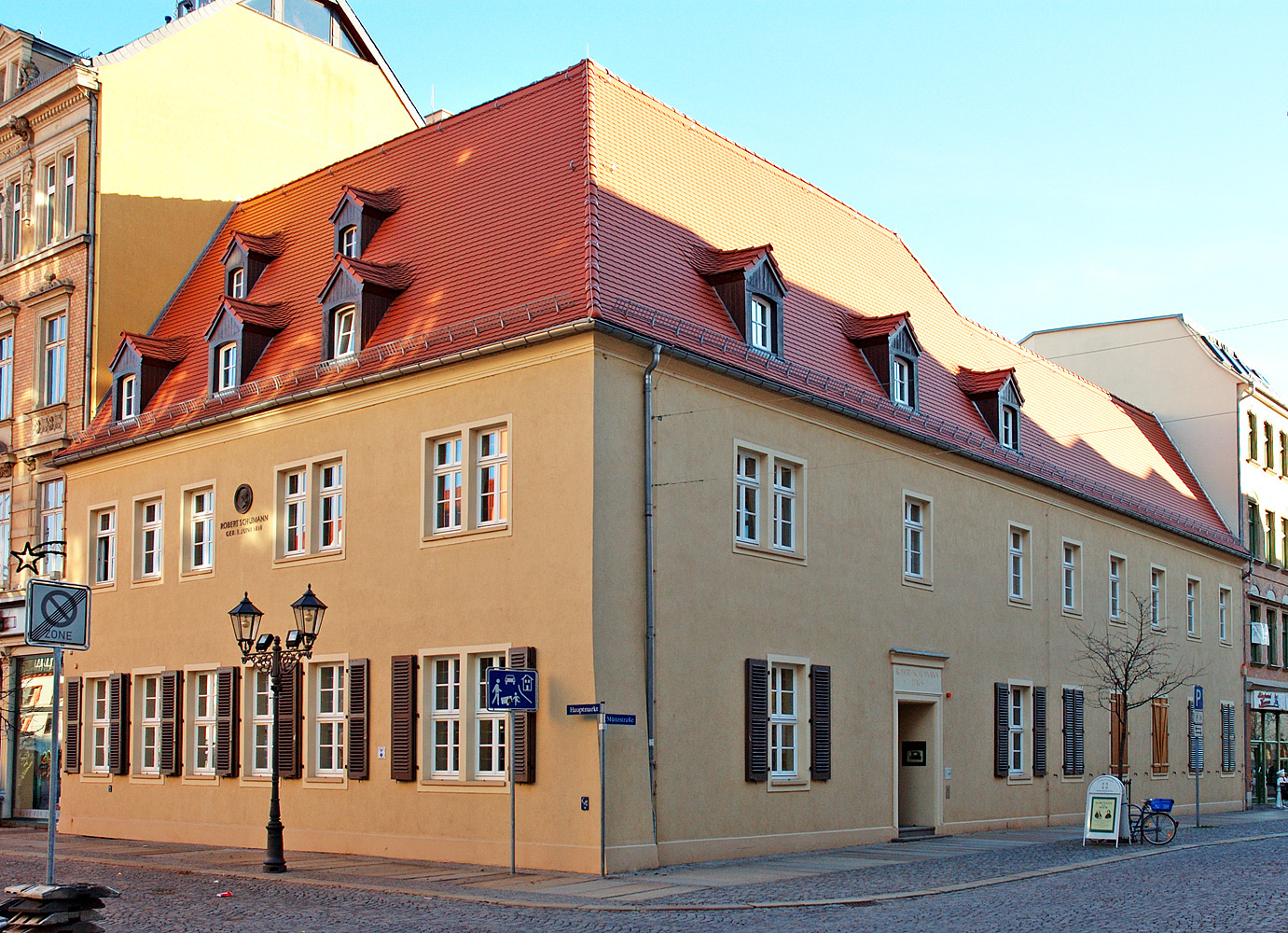
Huset där Robert Schumann föddes är idag ett museum
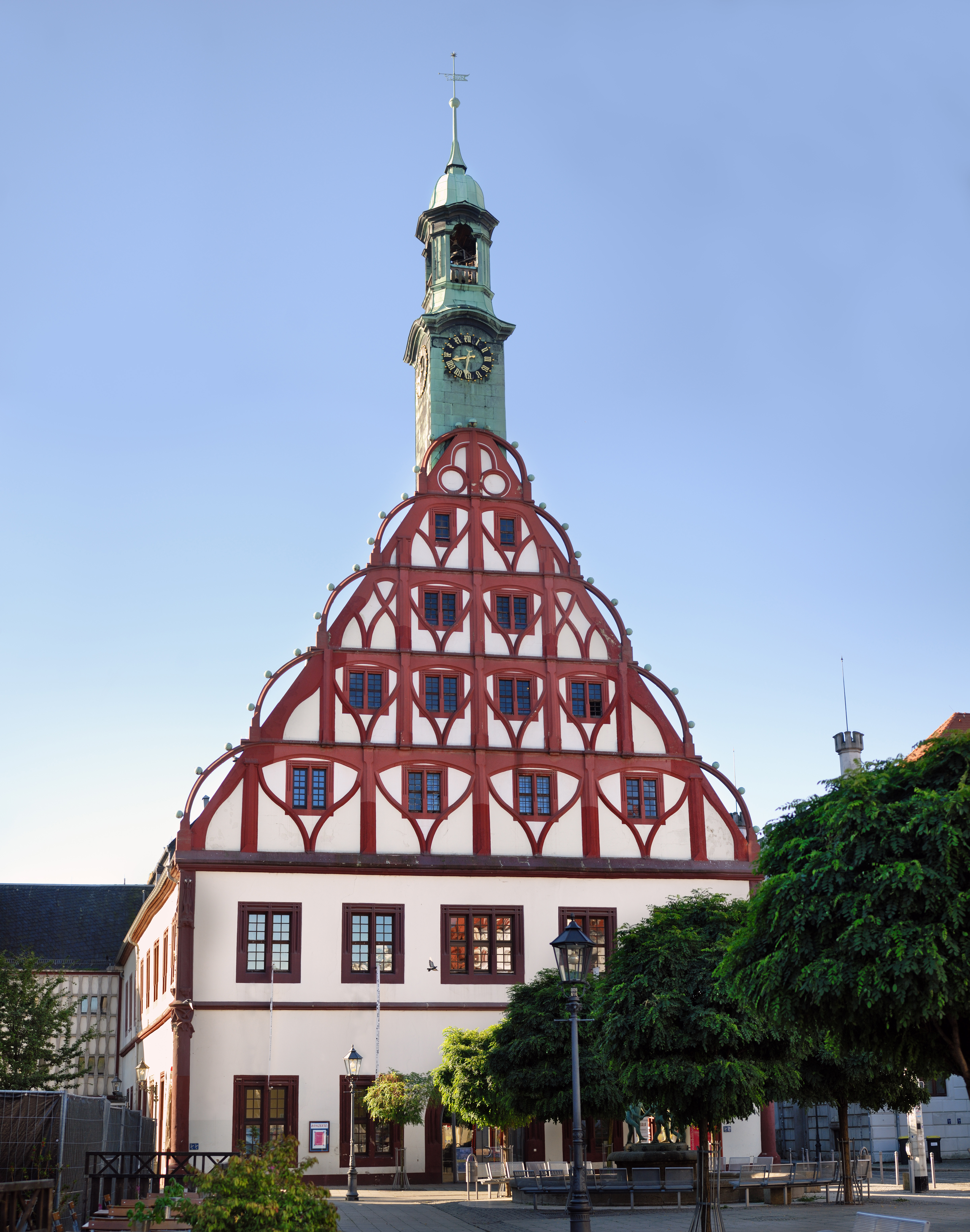
Tyghuset är idag teater